# Fulham F.C.
Fulham Football Club engleski je nogometni klub smješten u Fulhamu, zapadni London, Engleska. Klub se natječe u Premier ligi, najvišem rangu engleskog nogometa. Domaće utakmice igraju na Craven Cottageu od 1896. godine, osim u razdoblju od dvije godine kada su boravili na Loftus Roadu dok je Craven Cottage bio u fazi preuređenja koje je završeno 2004. godine. Natječu se u lokalnim derbijima zapadnog Londona s klubovima Chelsea, Queens Park Rangers i Brentford. Klub je 1903. godine usvojio bijelu majicu i crne kratke hlače kao svoju opremu, koja se koristi od tada.
Osnovan 1879. godine, Fulham je najstariji profesionalni nogometni klub u Londonu. Pridružili su se Southern Leagueu 1898. godine i osvojili dva naslova First Divisiona (1905./06. i 1906./07.), kao i dva naslova Second Divisiona i jedan naslov Western Leaguea. Zaigrali su u Second Divisionu 1907. godine, a Fulham je osvojio Third Division Southa 1931./32., četiri godine nakon ispadanja. Osvojili su naslov Second Divisiona 1948./49., no ispali su nakon tri sezone. Ponovno su promovirani u First Division 1958./59., a forma zvijezde kluba Johnnyja Haynesa pomogla je Fulhamu da ostane u vrhu sve do uzastopnih ispadanja 1969. godine. Ponovno su promovirani 1970./71. i došli do finala FA kupa 1974./75.
Fulham je plovio između druge i četvrte lige sve dok ga 1997. godine nije preuzeo Mohamed Al-Fayed. Osvojili su dva ligaška naslova u tri sezone i dosegli Premier ligu do 2001. godine. Osvojili su UEFA Intertoto kup 2002. godine i poraženi su u finalu UEFA Europske lige 2009./10. Međutim, trinaest uzastopnih sezona u vrhu završilo je ispadanjem 2014. godine. Od tada, klub se kreće između prve i druge lige pod novim vlasnikom Shahidom Khanom. Fulham je promijenio divizije u pet uzastopnih sezona između 2017./18. i 2021./22., ispao je nakon osvajanja finala doigravanja Championshipa 2018. i 2020. godine. Zatim je osvojio naslov Championshipa 2021./22., konačno se ustalivši u Premier ligi, gdje igra od 2022. godine.

## Klupski uspjesi
Kup UEFA:
- Finalist (1): 2009./10. (finale)

## Vanjske poveznice
- Službena web-stranica

| Momčadi FA Premier lige                                                          | Momčadi FA Premier lige |
| -------------------------------------------------------------------------------- | --- |
|                                                                                  | |
| Članovi 2024./25.                                                                | Arsenal • Aston Villa • Bournemouth • Brentford • Brighton & Hove Albion • Chelsea • Crystal Palace • Everton • Fulham • Ipswich Town • Leicester City • Liverpool • Manchester City • Manchester United • Newcastle United • Nottingham Forest • Southampton • Tottenham Hotspur • West Ham United • Wolverhampton Wanderers |
|                                                                                  | |
| Bivše momčadi (1992. – 2024.)                                                    | Barnsley • Birmingham City • Blackburn Rovers • Blackpool • Bolton Wanderers • Bradford City • Burnley • Cardiff City • Charlton Athletic • Coventry City • Derby County • Fulham • Huddersfield Town • Hull City • Leeds United • Luton Town • Middlesbrough • Norwich City • Oldham Athletic • Portsmouth • Queens Park Rangers • Reading • Sheffield Wednesday • Sheffield United • Stoke City • Sunderland • Swansea City • Swindon Town • Watford • West Bromwich Albion • Wigan Athletic • Wimbledon |
|                                                                                  | |
| Bivše momčadi Football Leaguea (1888. – 1892.) i First Divisiona (1892. – 1992.) | Accrington • Bradford Park Avenue • Bristol City • Bury • Carlisle United • Darwen • Glossop North End • Grimsby Town • Leyton Orient • Millwall • Northampton Town • Notts County • Oxford United • Preston North End |

| Momčadi FA Premier lige                                                          | Momčadi FA Premier lige |
| -------------------------------------------------------------------------------- | --- |
|                                                                                  | |
| Članovi 2024./25.                                                                | Arsenal • Aston Villa • Bournemouth • Brentford • Brighton & Hove Albion • Chelsea • Crystal Palace • Everton • Fulham • Ipswich Town • Leicester City • Liverpool • Manchester City • Manchester United • Newcastle United • Nottingham Forest • Southampton • Tottenham Hotspur • West Ham United • Wolverhampton Wanderers |
|                                                                                  | |
| Bivše momčadi (1992. – 2024.)                                                    | Barnsley • Birmingham City • Blackburn Rovers • Blackpool • Bolton Wanderers • Bradford City • Burnley • Cardiff City • Charlton Athletic • Coventry City • Derby County • Fulham • Huddersfield Town • Hull City • Leeds United • Luton Town • Middlesbrough • Norwich City • Oldham Athletic • Portsmouth • Queens Park Rangers • Reading • Sheffield Wednesday • Sheffield United • Stoke City • Sunderland • Swansea City • Swindon Town • Watford • West Bromwich Albion • Wigan Athletic • Wimbledon |
|                                                                                  | |
| Bivše momčadi Football Leaguea (1888. – 1892.) i First Divisiona (1892. – 1992.) | Accrington • Bradford Park Avenue • Bristol City • Bury • Carlisle United • Darwen • Glossop North End • Grimsby Town • Leyton Orient • Millwall • Northampton Town • Notts County • Oxford United • Preston North End |